# Braken
Braken – kanadyjski producent muzyczny. Najbardziej znany jest z utworu Flight, stworzonego we współpracy z Tristamem.

## Kariera
Jego pierwszym wydanym utworem było Flight, które stworzył on i jego przyjaciel Tristam. Utwór znalazł się na płycie Aftermath. Flight jest obecnie drugim najczęściej odtwarzanym kawałkiem wytwórni Monstercat i ma ponad 62 mln wyświetleń na Youtube. Następnie Braken opublikował utwór To The Stars, który znalazł się na płycie Outlook. Przy produkcji kolejnej piosenki pt. Frame of Mind ponownie współpracował z Tristamem. Została ona opublikowana 25 kwietnia 2014 roku i ukazała się na płycie Ascension. 6 marca 2015 roku został opublikowany utwór Far Away, jeszcze jeden utwór będący owocem współpracy Tristama i Brakena. Znalazł się on na płycie Perspective. Artysta powrócił po 4 latach nieaktywności, wydając utwór Wherever You Go, który został opublikowany 19 marca 2019 roku.

## Utwory
| Rok  | Nazwa           | Autor            | Płyta                        | Data wydania         | Wytwórnia  |
| ---- | --------------- | ---------------- | ---------------------------- | -------------------- | ---------- |
| 2013 | Flight          | Tristam & Braken | Monstercat 012 - Aftermath   | 15 lutego 2013       | Monstercat |
| 2013 | To The Stars    | Braken           | Monstercat 015 - Outlook     | 21 października 2013 | Monstercat |
| 2014 | Frame of Mind   | Tristam & Braken | Monstercat 017 - Ascension   | 25 kwietnia 2014     | Monstercat |
| 2015 | Far Away        | Tristam & Braken | Monstercat 021 - Perspective | 6 marca 2015         | Monstercat |
| 2019 | Wherever You Go | Braken           | Monstercat Instinct Vol. 3   | 19 marca 2019        | Monstercat |